# DeSoto
DeSoto (также De Soto) — марка автомобилей, разработанных Chrysler Corporation и выпускавшихся в США в период с 1928 по 1961 год. Эмблема DeSoto была стилизована под изображение испанского конкистадора Эрнандо де Сото. DeSoto официально прекратила своё существование 30 ноября 1960 года, произведя на тот момент свыше 2 млн машин, начиная с 1928 года.

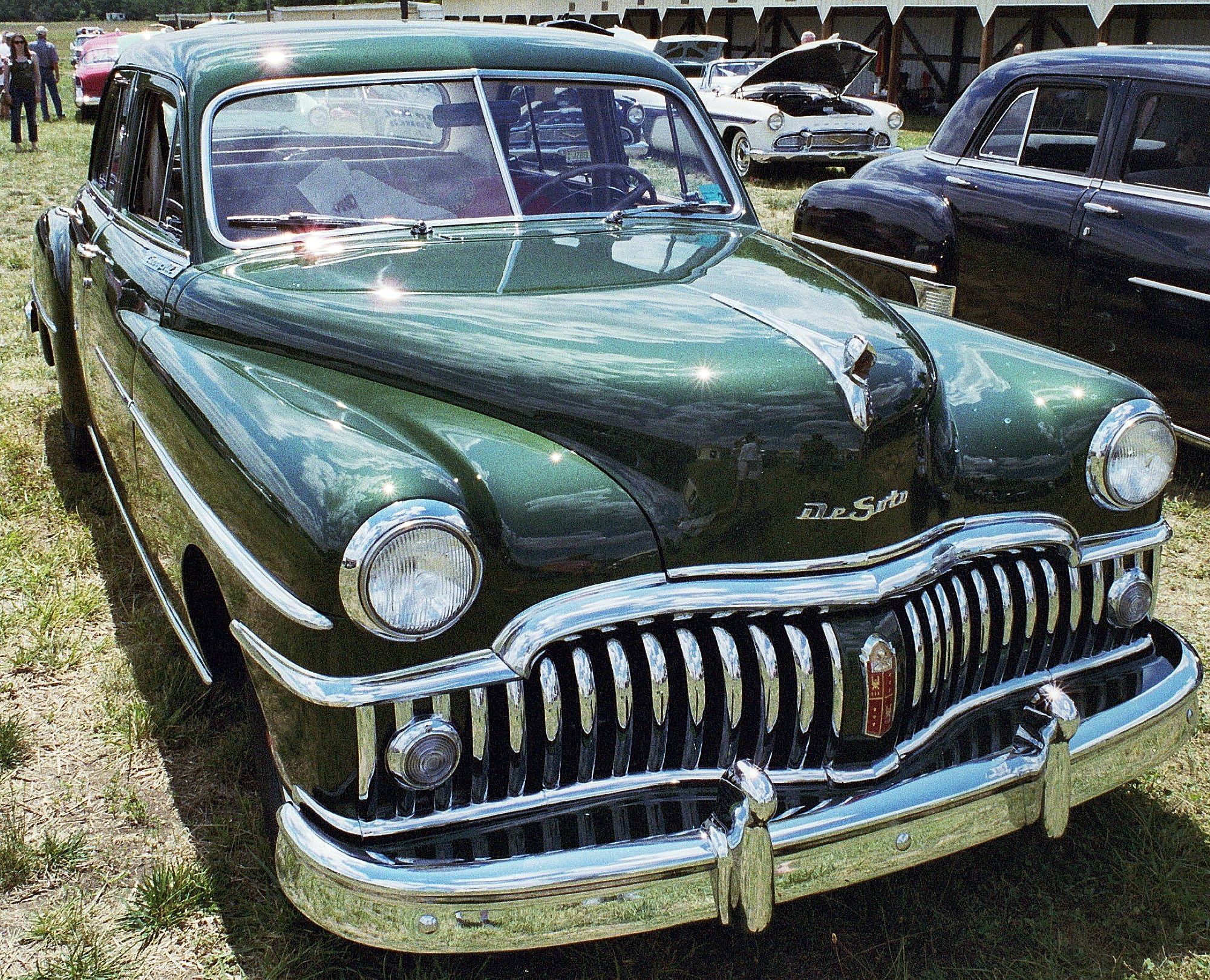
4-дверный DeSoto Custom Carry-All 1950 года.

## 1929—1942

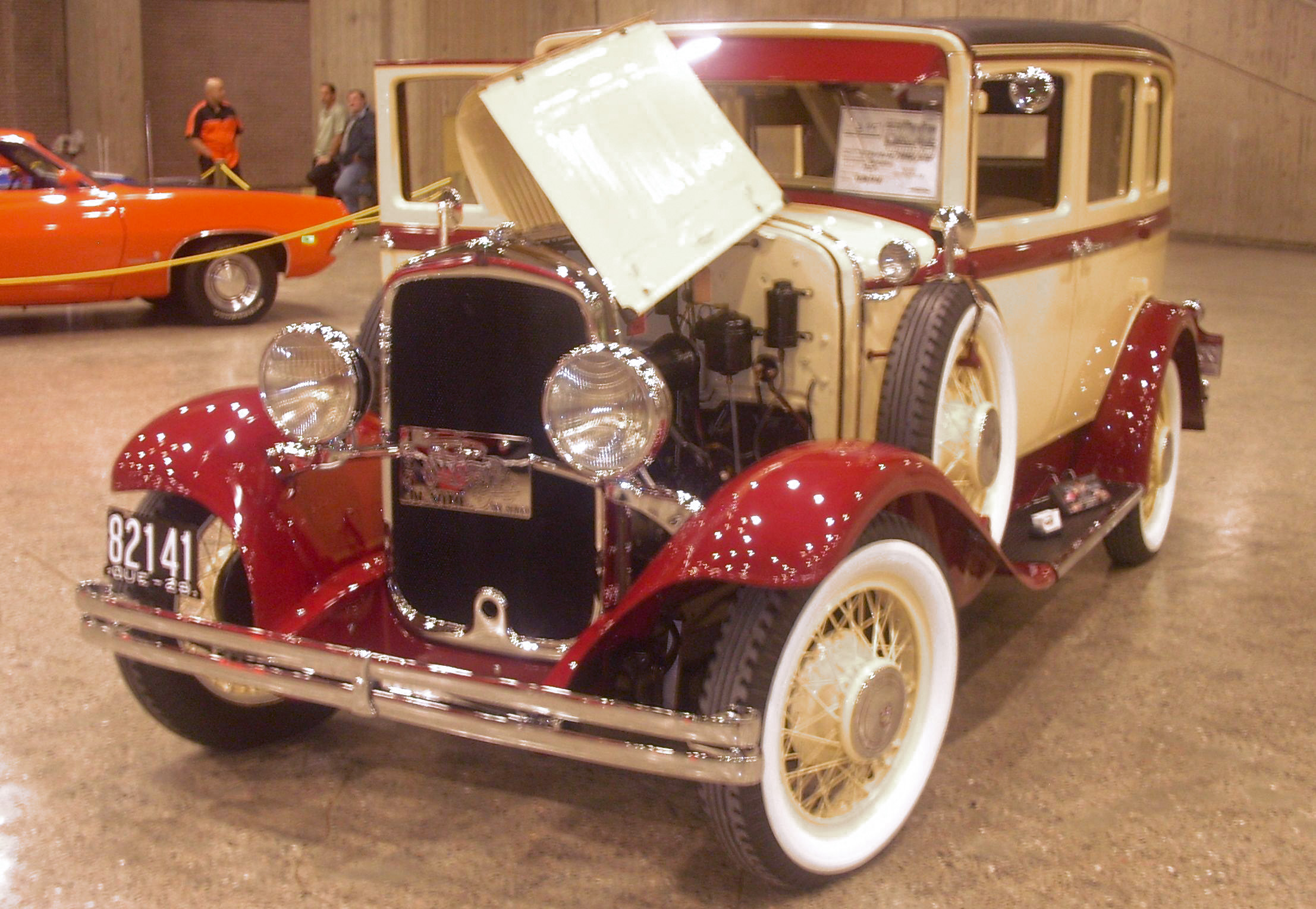
DeSoto 1929 года, самая первая модель DeSoto

DeSoto была основана Уолтером Крайслером 4 августа 1928 года и введена в модельный ряд 1929 года. Своё название марка получила в честь испанского конкистадора Эрнандо де Сото. Chrysler создавал новый бренд для конкуренции с General Motors, Studebaker и Willys-Knight в среднем ценовом классе.
Вскоре после создания марки DeSoto, Chrysler завершает приобретение Dodge Brothers, теперь имея под своим контролем две марки автомобилей среднего ценового диапазона. Если бы поглощение «Доджа» произошло чуть раньше, весьма вероятно, что марка DeSoto так и не появилась бы на свет.
Между тем, изначально «Крайслер» сумел найти приемлемое «разделение труда» между этими двумя подразделениями: основные продажи «Доджей», выпускавшемся на великолепно оснащённом бывшем заводе братьев Доджей, приходились на индивидуальных владельцев, в то время, как «ДеСото» стал практически стандартом американского автомобиля-такси. Несмотря на Великую депрессия, продажи DeSoto в 1932 году составили 25 000 автомобилей. Однако уже в 1933 году Chrysler меняет положение этих двух марок на рынке с целью улучшения продаж Dodge: отныне «ДеСото» начинает позиционироваться как марка более высокого, среднего-высшего, ценового диапазона, примерно аналогичная по положению в модельном ряду принадлежащему General Motors «Бюику».
В 1934 году DeSoto выпускает новую обтекаемую модель Airstream, принадлежащую к общекорпоративной серии Airflow. Имевший короткую колёсную базу и ультрасовременное, но спорное визуальное оформление, автомобиль был не слишком популярен у покупателей. В отличие от Chrysler, сохранявшего наряду с обтекаемыми и традиционные модели, DeSoto был вынужден выпускать Airstream до 1935 года.
Помимо модели Airflow, DeSoto выпустил в 1942 году вторую запоминающуюся модель, впервые в Северной Америке имевшую убирающиеся фары. DeSoto продавал эти фары под названием «Air-Foil» со слоганом «Вне поля зрения, кроме ночи» (англ. Out of Sight Except at Night).

### Галерея

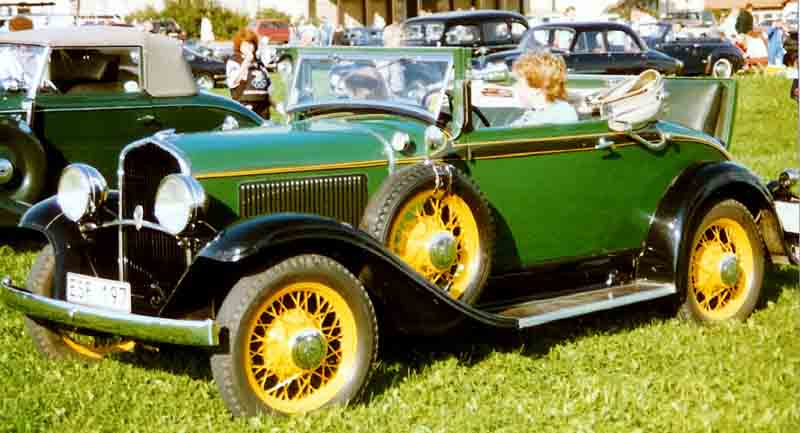
De Soto UPE Six Convertible Coupé 1931 года
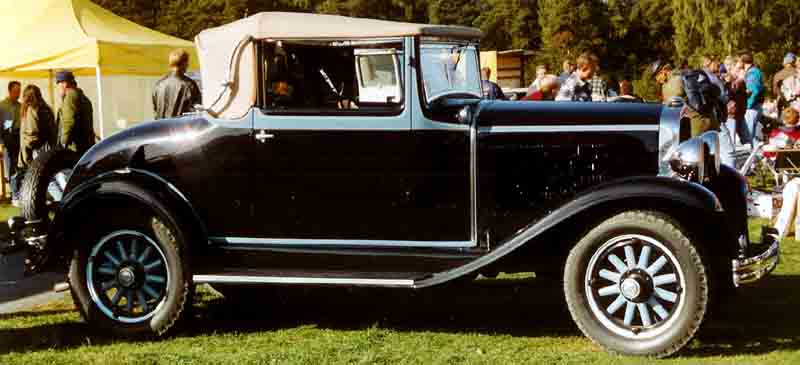
De Soto Series CF Convertible Coupé 1931 года
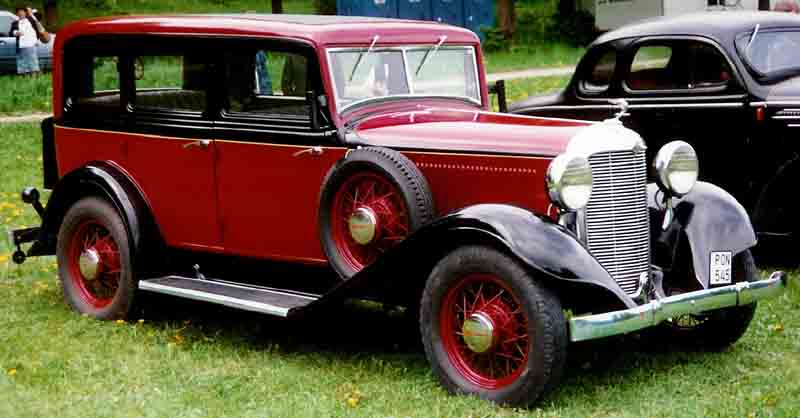
De Soto 4-дверный седан 1932 года
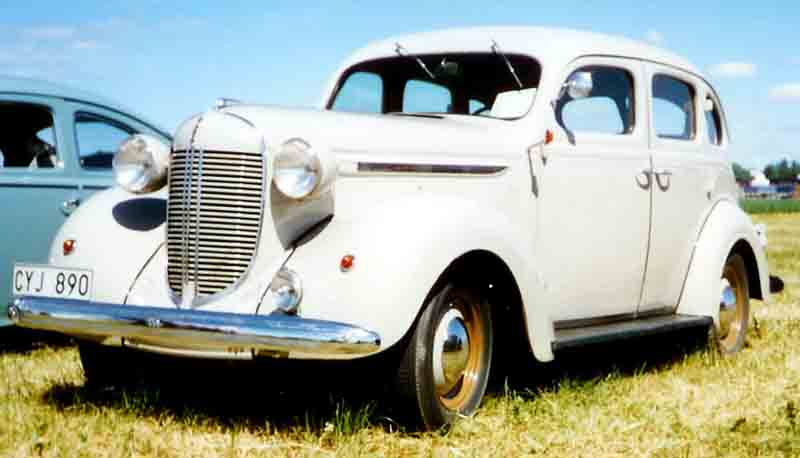
De Soto 4-дверный седан 1938 года
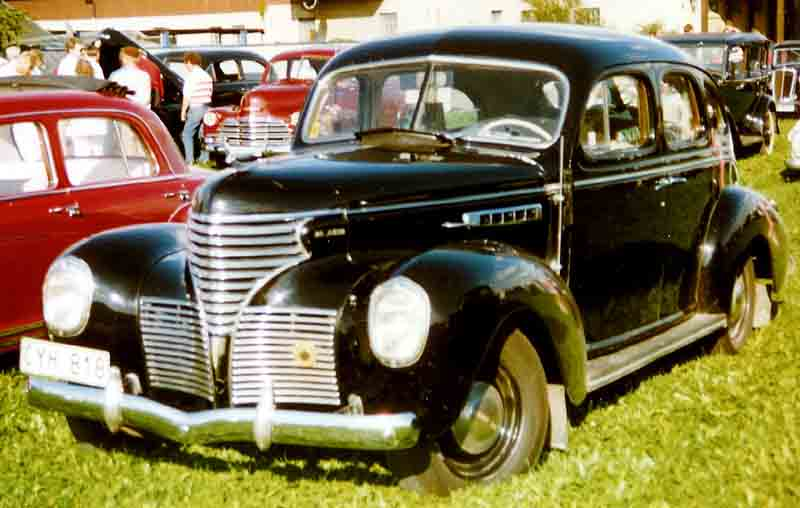
De Soto Series S-6 Custom De Luxe 4-дверный седан 1939 года
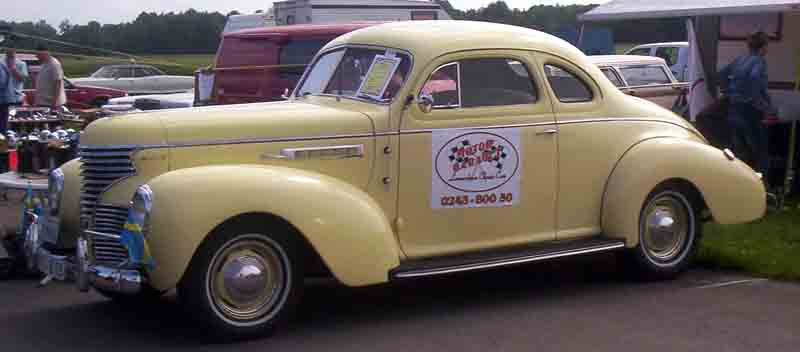
De Soto Coupé 1939 года
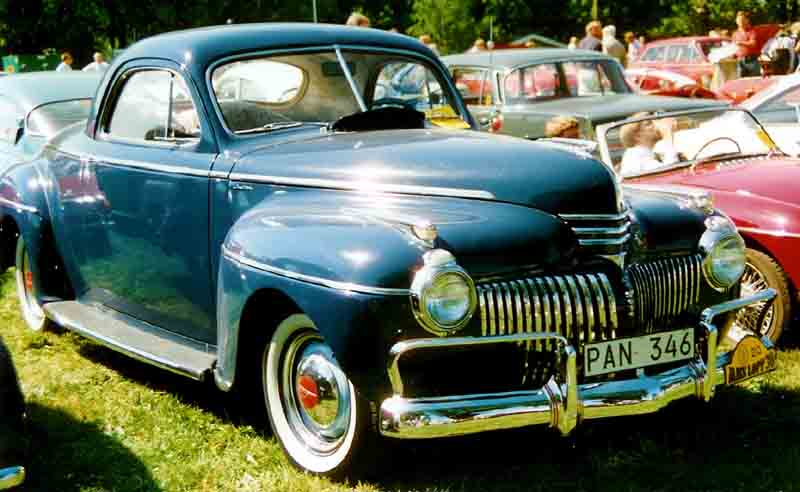
De Soto Series S-8 Custom Coupé 1941 года

## 1946—1960

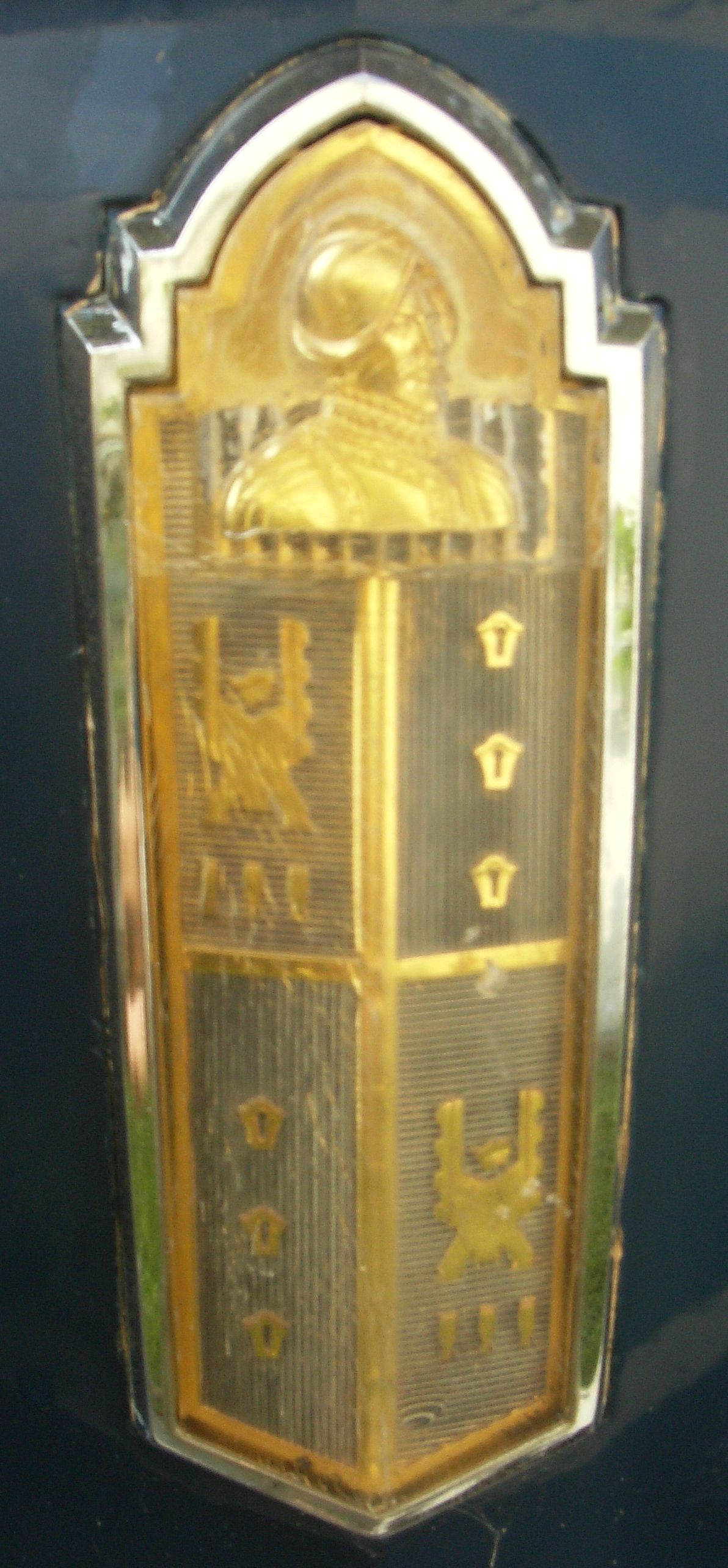
Эмблема на решётке для DeSoto DeLuxe 1950 года

После окончания Второй мировой войны, когда ограничения на производство автомобилей были сняты, DeSoto возобновил производство легковых машин образца 1942 года, а также новых автомобилей 1946 года, но уже без функции «скрытых» фар.
До 1952 года DeSoto использовал обозначения Deluxe и Custom для своих моделей. В 1952 году DeSoto добавил модель Firedome с 276-кубовым двигателем. В 1953 году DeSoto упраздняет наименования Deluxe и Custom. Вместо них для 6-цилиндровых автомобилей вводится индекс «Powermaster», а для V8 — «Firedome».
Популярными моделями DeSoto были Firesweep, Firedome и Fireflite. DeSoto Adventurer, выпущенный в 1956 году с кузовом хардтоп-купе (аналогично Chrysler 300) стал частью полного модельного ряда в 1960 году.
В 1955 году, как и все модели Chrysler, DeSoto подверглись рестайлингу, который осуществил дизайнер Вирджил Экснер. В 1956 году продажи DeSoto продолжали расти, в этом же году DeSoto первый и последний раз использовались в качестве Pace Car на гонках «500 миль Индианаполиса». Новый дизайн Экснера в 1956 году дал автомобилям хвостовые «плавники» и новые задние фонари.
В 1957 году предлагаются две новые модели — уменьшенный Firesweep и новая модель с кузовом Firedome/Fireflite, передними крыльями Dodge на одноимённом шасси с короткой колёсной базой 122" дюйма. Существовал вариант с шасси Chrysler с колёсной базой 126 дюймов. Как было принято в те годы, модели различались отделкой, бамперами, решётками радиатора.
Экономический кризис 1958 года сильно ударил по производителям машин среднего класса. Продажи DeSoto сократились на 60 % от предыдущего, 1957 года. 1958 год стал самым худшим для DeSoto с 1938 года. С 1959 по 1960 год продажи продолжали резко падать (на 40 % по сравнению с 1959 годом), что предопределило упразднение марки DeSoto.

### Галерея

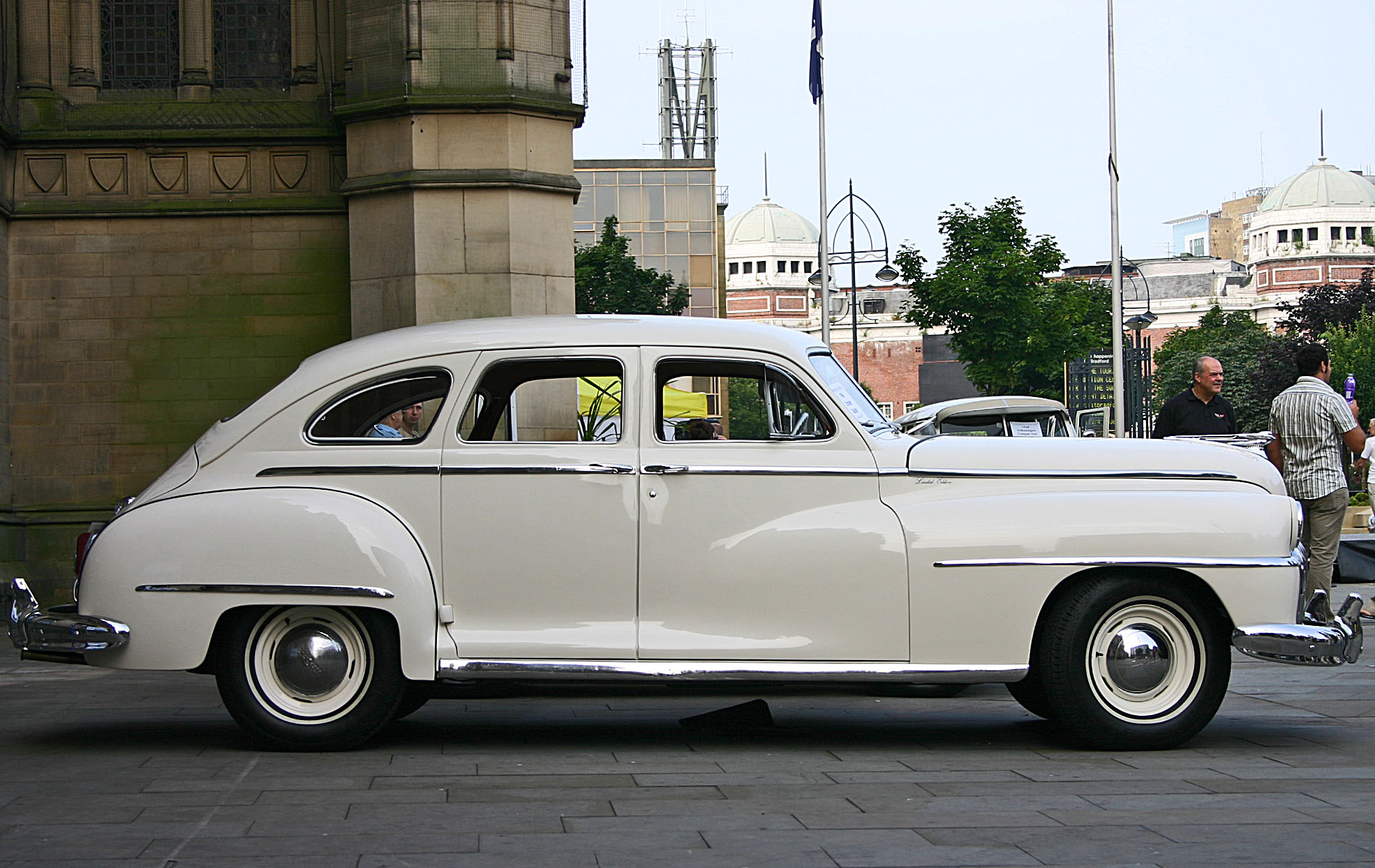
1946 четырёхдверный
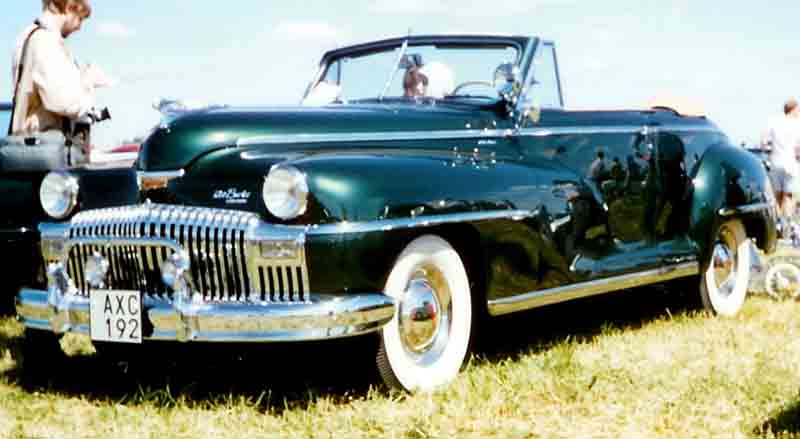
Series S11C Custom Club coupé convertible 1946 года
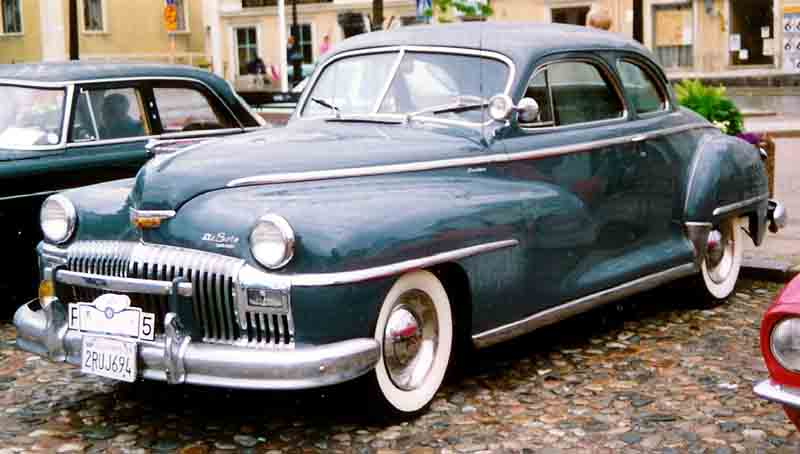
Купе 1947 года
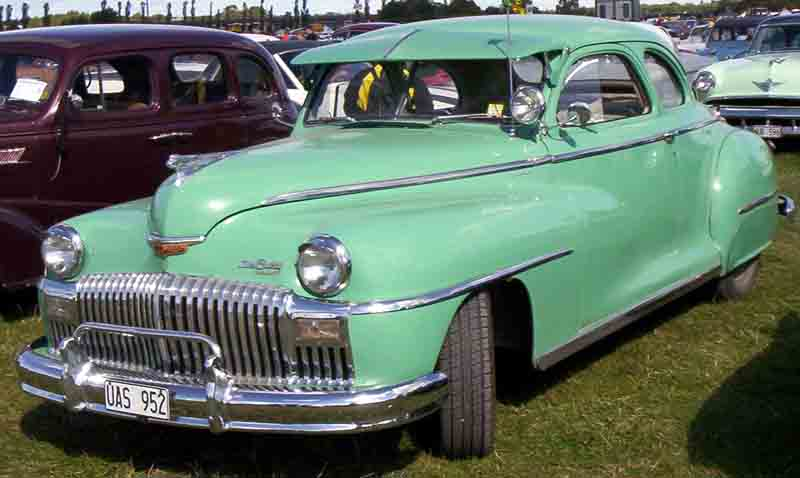
Club Coupé 1947 года
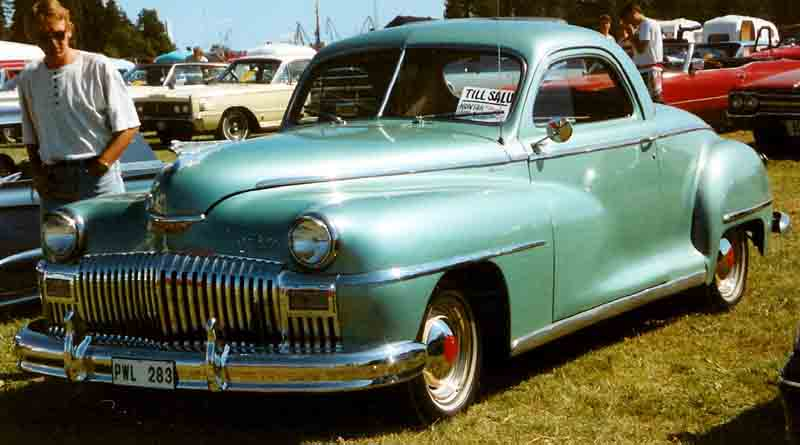
De Luxe Business Coupé 1948 года
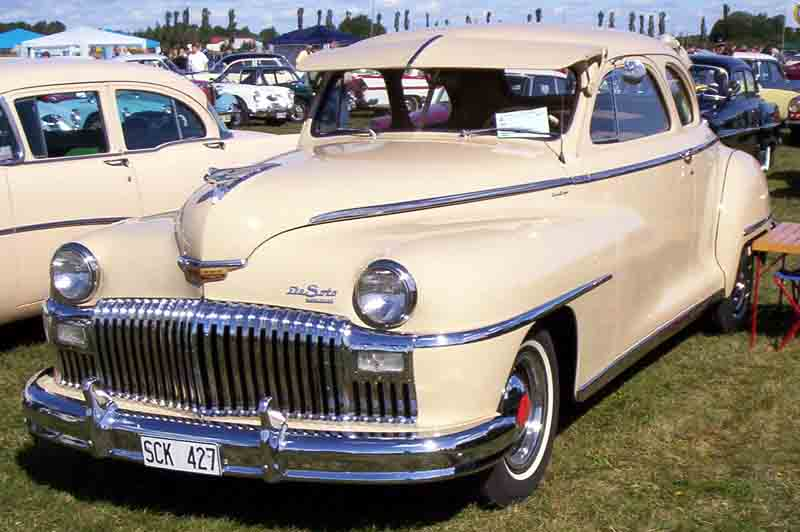
De Luxe Coupé 5W 1948 года
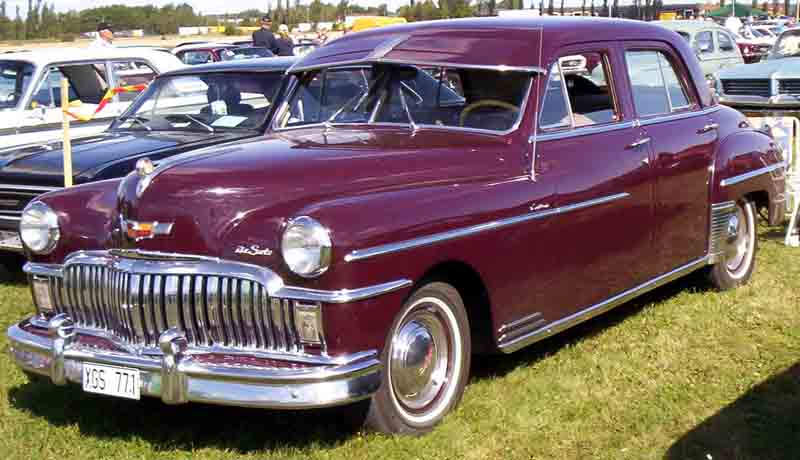
Custom четырёхдверный седан 1949 года
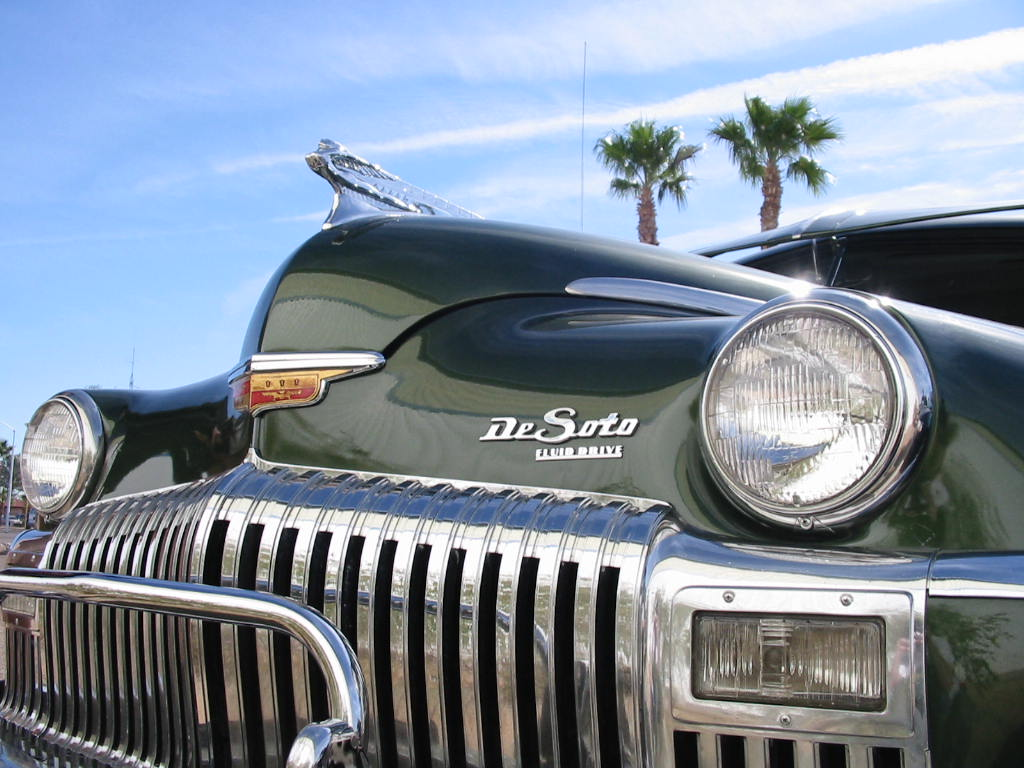
Модель конца 1940-х годов
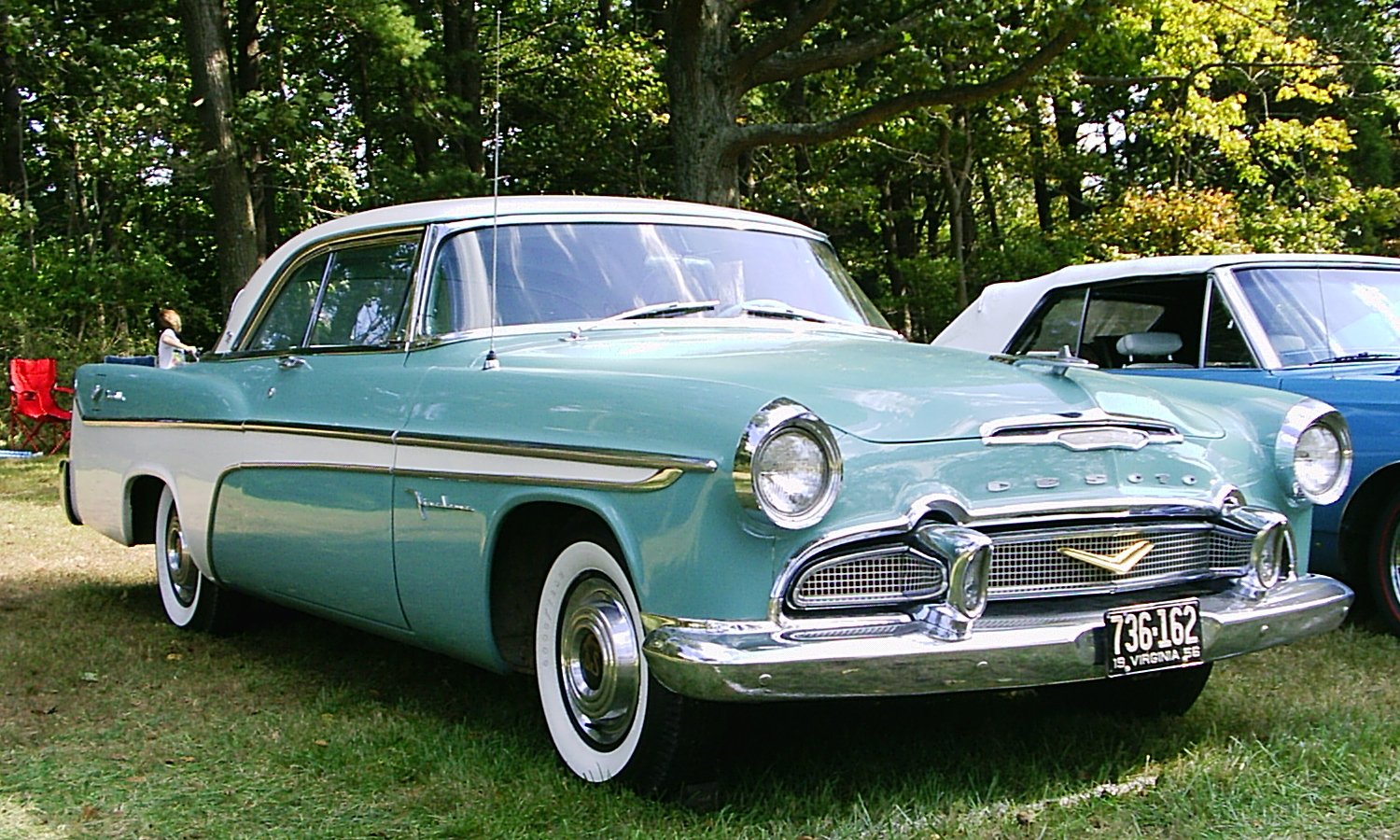
Firedome двухдверный хардтоп 1956 года
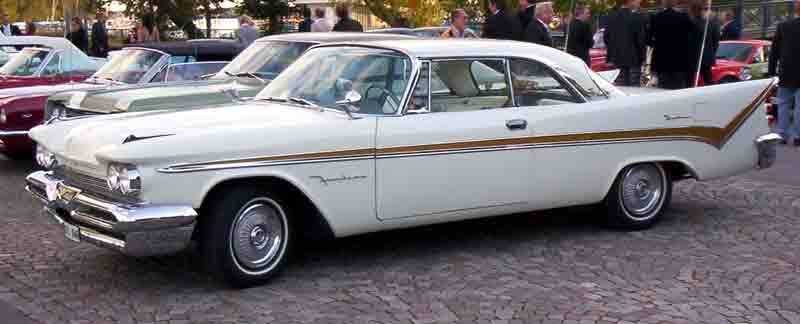
Firedome coupé 1959 года
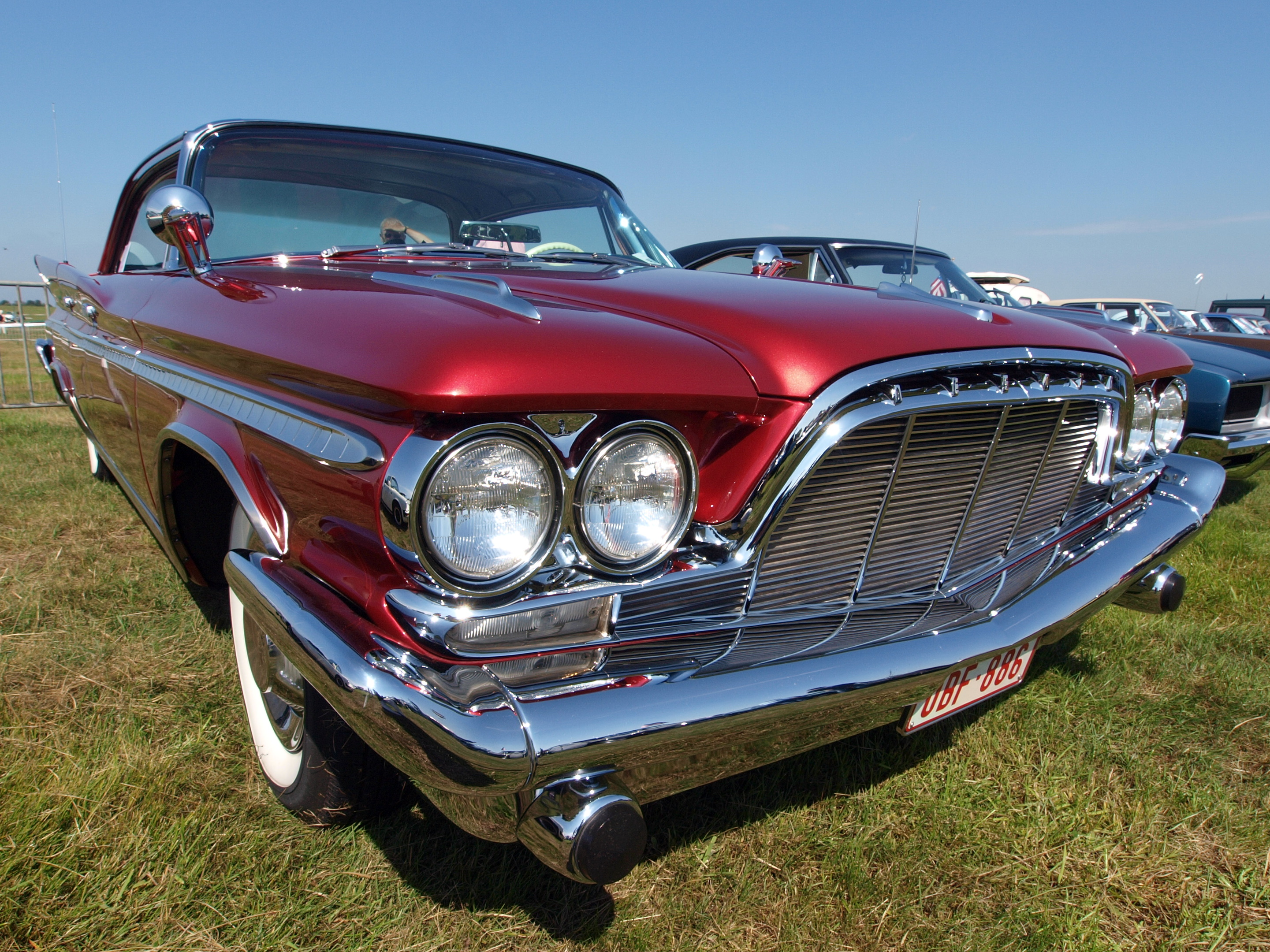
DeSoto Adventurer 1960 года

## 1960
Осенью 1960 года DeSoto выпускает новую модель 1961 модельного года. К этому времени стало очевидно скорое прекращение производства DeSoto. В это же время выходит новый Chrysler Newport.
Модель 1961 года уже не имела собственного обозначения, как это произошло с модельной линией Packard. Она выпускалась на короткой колёсной базе Chrysler Windsor, имела двухуровневую решётку радиатора (с разным рисунком в верхней и нижней части) и обновлённые задние фонари. Предлагались только варианты с кузовом двух- и четырёхдверный хардтоп.
Окончательное решение об упразднении DeSoto было принято 30 ноября 1960 года, всего через 47 дней после запуска модели 1961. Между тем, на складах Chrysler было немало комплектующих DeSoto, поэтому производство продолжалось ещё некоторое время, несмотря на формальное упразднение марки.
Дилеры Chrysler и Plymouth были вынуждены продавать поступающие к ним DeSoto в убыток, не получая компенсации от компании. Доставки автомобилей продолжались до декабря, после чего Chrysler перешёл на выпуск модели Windsor.

## Причины краха
Несмотря на успешное производство DeSoto на протяжении большей части существования этой марки, её ликвидация была вызвана сочетанием корпоративных ошибок Chrysler и внешних факторов.

### Рецессия 1958 года

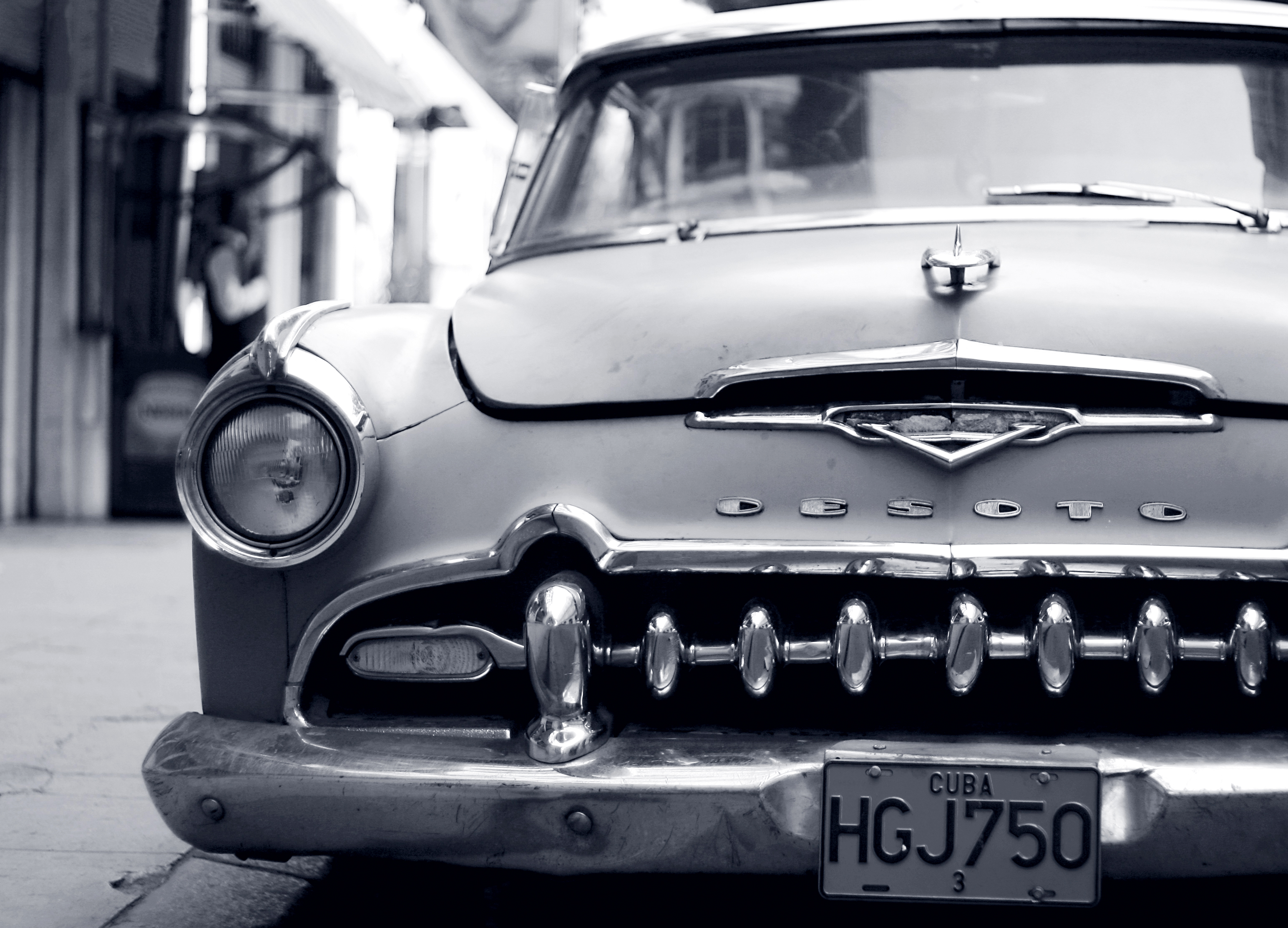
DeSoto 1955 года в Гаване, Куба

Одной из причин стала рецессия в США в 1958 году, которая сильно ударила по производителям автомобилей средней ценовой категории. В 1959 и 1960 году продажи продолжали резко падать, вдобавок, автомобили DeSoto стали сильно похожи на более успешные Chrysler.

## Грузовики DeSoto
В 1937 году Chrysler Corporation стала использовать торговую марку DeSoto для грузовых автомобилей Dodge и Fargo. Марка DeSoto использовалась на автомобилях Dodge, выпускавшихся в Австралии, Аргентине, Испании, Турции и Великобритании.
В дальнейшем Chrysler прекратил выпуск грузовиков, однако торговые марки DeSoto и Fargo в настоящее время используются турецкой фирмой Askam для грузовиков собственного производства. Askam не имеет никаких технических или бизнес-связей с Chrysler.

## Список автомобилей
Примечание: в таблице указаны не календарные, а модельные годы, начинающиеся осенью предыдущего календарного, после традиционного на Западе осеннего перерыва в работе заводов на профилактику и обновление производственного оборудования.
| Год  | Модель                                                                       |
| ---- | ---------------------------------------------------------------------------- |
| 1929 | K-Serie                                                                      |
| 1930 | K-Serie, CK-Serie, CF-Serie                                                  |
| 1931 | SA-Serie, CF-Serie                                                           |
| 1932 | SA-Serie, SC-Serie, CF-Serie                                                 |
| 1933 | SD-Serie                                                                     |
| 1934 | Airflow SE-Serie                                                             |
| 1935 | Airstream SF-Serie, Airflow SG-Serie                                         |
| 1936 | Airstream S-1-Serie, Airflow III S-2-Serie                                   |
| 1937 | S-3-Serie, Export                                                            |
| 1938 | S-5-Serie, Export                                                            |
| 1939 | S-6-Serie, Export                                                            |
| 1940 | S-7-Serie, Export                                                            |
| 1941 | S-8-Serie, Export                                                            |
| 1942 | S-10-Serie, Export                                                           |
| 1943 | Производство остановлено                                                     |
| 1944 | Производство остановлено                                                     |
| 1945 | Производство остановлено                                                     |
| 1946 | Deluxe S-11-S, Custom S-11-C, Diplomat                                       |
| 1947 | Deluxe S-11-S, Custom S-11-C, Diplomat                                       |
| 1948 | Deluxe S-11-S, Custom S-11-C, Diplomat                                       |
| 1949 | Deluxe S-13-1, Custom S-13-2, Diplomat                                       |
| 1950 | Deluxe S-14-1, Custom S-14-2, Diplomat                                       |
| 1951 | Deluxe S-15-1, Custom S-15-2, Diplomat                                       |
| 1952 | Deluxe S-15-1, Custom S-15-2, Firedome S-17, Diplomat                        |
| 1953 | Powermaster S-18, Firedome S-16, Diplomat                                    |
| 1954 | Powermaster S-20, Firedome S-19, Diplomat                                    |
| 1955 | Firedome S-22, Fireflite S-21, Diplomat                                      |
| 1956 | Firedome S-23, Fireflite S-24, Adventurer S-24-A, Diplomat                   |
| 1957 | Firesweep S-27, Firedome S-25, Fireflite S-26, Adventurer S-26-A, Diplomat   |
| 1958 | Firesweep LS1-L, Firedome LS2-M, Fireflite LS3-H, Adventurer LS3-S, Diplomat |
| 1959 | Firesweep MS1-L, Firedome MS2-M, Fireflite MS4-M, Adventurer MS3-H, Diplomat |
| 1960 | Fireflite PS1-L, Adventurer PS3-M, Diplomat                                  |
| 1961 | RS1-L, Diplomat                                                              |